# ویکتور راکتس
ویکتور راکتس (انگلیسی: Victor) شرکت تجهیزات ورزشی و پوشاک تایوانی است، که در سال ۱۹۶۸ توسط چن دن لی تأسیس شد.